# Sorex yukonicus
Sorex yukonicus là một loài động vật có vú trong họ Chuột chù, bộ Soricomorpha. Loài này được Dokuchaev miêu tả năm 1997.

## Hình ảnh

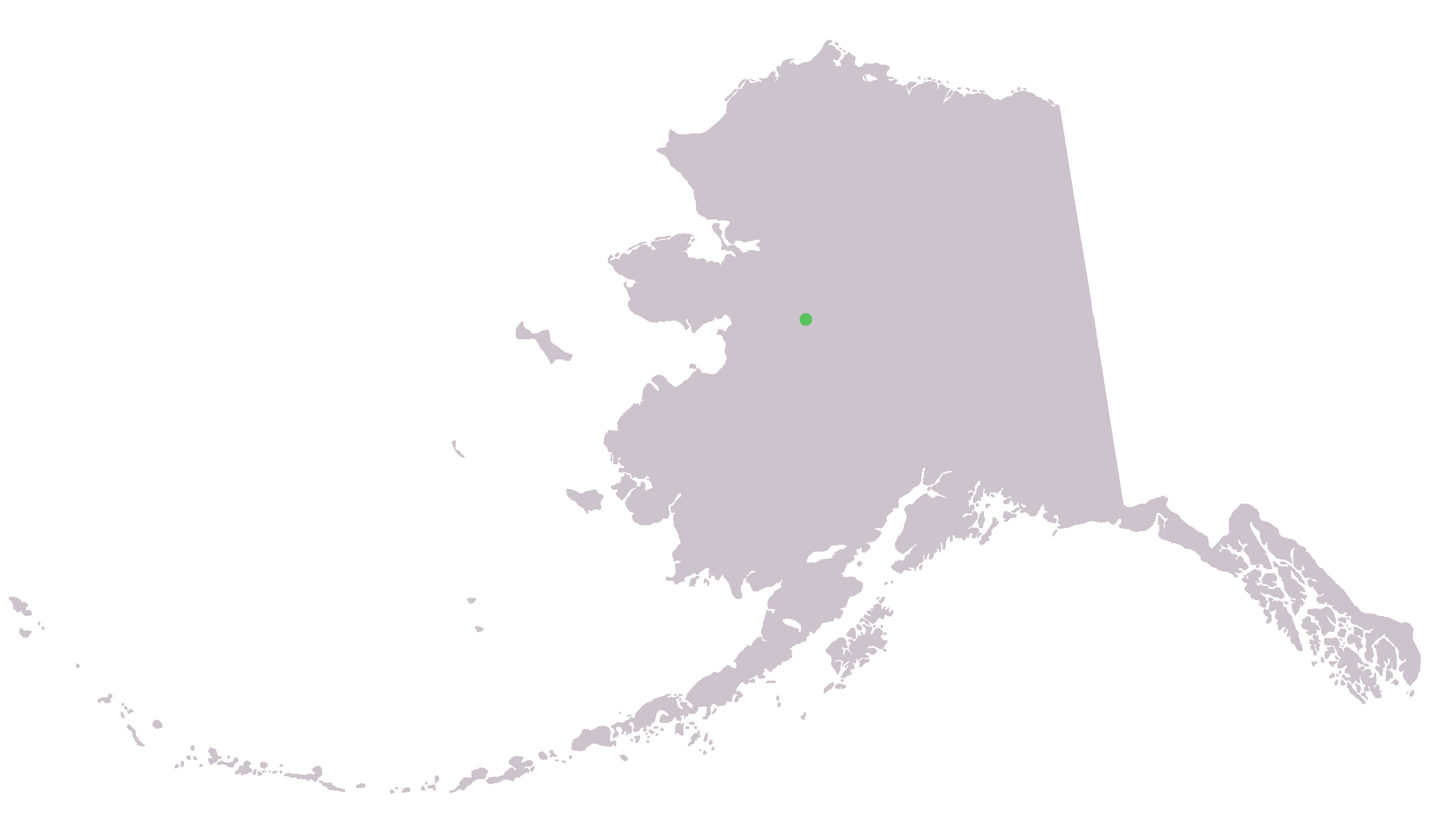